# Jag är en gäst och främling
Jag är en gäst och främling är en hemlandssång av Lina Sandell, tryckt 1868 i Oscar Ahnfelts “Andeliga sånger”.
Oscar Lövgren skriver: "Texten är ännu ett typiskt exempel på Lina Sandells benägenhet att i religiös riktning omvandla profana motiv. Förebilden till denna sång är J. H. Paynes sång om det jordiska hemmet, en sång med den suggestiva refrängen: 'Home, sweet home! /: There is no place like home! :/' Denna refräng har Lina Sandell ju direkt översatt, men fogat in den så att den klart syftar på det himmelska hemmet. Melodin är också H. R. Bishops melodi till Sweet home. Den ingår i en opera, kallad Clary, och tillkom 1823."

## Publicerad i
- Oscar Ahnfelts “Andeliga Sånger”, 1868.
- Herde-Rösten 1892 som nr 242 under rubriken "Hemlandssånger" med titeln Mitt kära hem. Författaren angiven.
- Hemlandssånger 1891 som nr 444 under rubriken "Hoppet".
- Metodistkyrkans psalmbok 1896, som nr 482 under rubriken "Himmelen".
- Svenska Missionsförbundets sångbok 1920 som nr 424 under rubriken "Hemlandssånger".
- Nya psalmer 1921 som nr 654 under rubriken "De yttersta tingen: Livets förgänglighet och evighetens allvar".
- Fridstoner 1926 som nr 140 under rubriken "Hemlandssånger".
- Svensk söndagsskolsångbok 1929 som nr 205 under rubriken "Hemlandssånger".
- Frälsningsarméns sångbok 1929 som nr 472 under rubriken "De yttersta tingen och himmelen".
- Musik till Frälsningsarméns sångbok 1930 som nr 472.
- Segertoner 1930 som nr 382.
- Sionstoner 1935 som nr 629 under rubriken "Pilgrims- och hemlandssånger".
- Guds lov 1935 som nr 745.
- 1937 års psalmbok som nr 579 under rubriken "Det kristna hoppet inför döden".
- Sions Sånger 1951 som nr 102.
- Segertoner 1960 som nr 382.
- Frälsningsarméns sångbok 1968 som nr 542 under rubriken "Evighetshoppet".
- Sions Sånger 1981 som nr 225 under rubriken "Längtan till hemlandet".
- Den svenska psalmboken 1986 som nr 322 under rubriken "Himlen".
- Lova Herren 1988 som nr 672 under rubriken "Det himmelska hemmet".